# Anthicus czernohorskyi
Anthicus czernohorskyi is een keversoort uit de familie snoerhalskevers (Anthicidae). De wetenschappelijke naam van de soort is voor het eerst geldig gepubliceerd in 1912 door Pic.